# Jean Gilbert
Jean Gilbert, właśc. Max Winterfeld (ur. 11 lutego 1879 w Hamburgu, zm. 20 grudnia 1942 w Buenos Aires) – niemiecki kompozytor.

## Życiorys
Studiował w Kilonii, Sondershausen, Weimarze i Berlinie. W latach 1879–1910 był kolejno kapelmistrzem teatru miejskiego w Bremerhaven, cyrku Hagenbecka w Stellingen, Apollo-Variétes i Thalia-Theater w Berlinie. Później poświęcił się intensywnemu komponowaniu. Po dojściu do władzy nazistów w 1933 roku zmuszony został do opuszczenia Niemiec. Przebywał w Wiedniu, Paryżu, Londynie, Barcelonie i Madrycie. W 1939 roku wyemigrował do Buenos Aires, gdzie prowadził orkiestrę rozgłośni radiowej El Mundo.

## Twórczość
Był współtwórcą rewiowej operetki berlińskiej. Jego dzieła, o niewyszukanej, dowcipnej fabule i szlagierowej melodyce cieszyły się dużą popularnością wśród publiczności, choć przez krytykę były oceniane niezbyt wysoko. Napisał takie operetki jak Das Jungfernstift (wyst. Hamburg 1901), Polnische Wirtschaft (wyst. Chociebuż 1909), Die keusche Susanne (wyst. Magdeburg 1910), Autoliebchen (wyst. Berlin 1912), Puppchen (wyst. Berlin 1912), Die Kino-Königin (wyst. Berlin 1913), Die Tango-Prinzessin (wyst. Berlin 1913), Fräulein Tralala (wyst. Królewiec 1913), Die Fräulein von Amt (wyst. Berlin 1915), Blondinchen (wyst. Berlin 1916), Die Fahrt ins Glück (wyst. Berlin 1916), Das Vagabundenmädel (wyst. Berlin 1916), Die Dose seiner Majestät (wyst. Berlin 1917), Arizonda (wyst. Wiedeń 1916), Eheurlaub (wyst. Wrocław 1918), Die Frau im Hermelin (wyst. Berlin 1919), Katja, die Tänzerin (wyst. Wiedeń 1922), Dorine und der Zufall (wyst. Berlin 1922), Die kleine Sünderin (wyst. Berlin 1922), Das Weib im Purpur (wyst. Wiedeń 1923), Geliebte seiner Hoheit (wyst. Berlin 1924), Uschi (wyst. Hamburg  1925), Annemarie (wyst. Berlin 1925), Hotel Stadt Lemberg (wyst. Hamburg 1929).